# Jörn Kleinert
Jörn Kleinert (* 17. Oktober 1970 in Berlin) ist ein deutscher Wirtschaftswissenschaftler.

## Leben
Nach dem Studium (1991–1997) der Volkswirtschaftslehre und Japanologie in Tübingen und Kyoto war er von 1998 bis 2004 wissenschaftlicher Mitarbeiter im Institut für Weltwirtschaft in Kiel. Nach der Promotion 2003 zum Dr. sc. pol. an der Universität Kiel war er von 2004 bis 2010 Assistent an der Universität Tübingen. Nach der Habilitation 2010 ist er seit 2010 Professor für Volkswirtschaftslehre, Schwerpunkt Außenwirtschaft, an der Universität Graz.
Seine Forschungsschwerpunkte sind internationaler Handel, europäische Integration, Aktivitäten multinationaler Unternehmen und Globalisierung.

## Schriften (Auswahl)
- mit Henning Klodt: Megafusionen. Trends, Ursachen und Implikationen. Tübingen 2000, ISBN 3-16-147327-2.
- The role of multinational enterprises in globalization. Berlin 2004, ISBN 3-540-40636-0.
- mit Julia Spies: Endogenous Transport Costs in International Trade. Tübingen 2011.
- mit Katja Neugebauer: All You Need Is Trade: On the In(ter)dependence of Trade and Asset Holdings in Gravity Equations. Tübingen 2012.